# 雷吉尔迪
雷吉尔迪是葡萄牙波尔图区的一个堂区。总面积2.58平方公里，总人口1164人，人口密度451.2人/平方公里。